# Аритмия (фильм)
«Аритми́я» — драматический фильм режиссёра Бориса Хлебникова.
Картина участвовала в основной конкурсной программе кинофестиваля «Кинотавр» 2017 года и была награждена Гран-при, призом за лучшую мужскую роль и призом зрительских симпатий.
Съёмки фильма проходили в Ярославле.
В широкий российский прокат фильм вышел 12 октября 2017 года.
На производство было потрачено 46 млн рублей. Это были невозвратные деньги Минкульта России, средства фонда «Евримаж» и частных финских и немецких инвесторов. В прокате картина заработала 92 млн рублей.

## Сюжет
Олег — молодой врач скорой помощи, отдающий все силы работе. Катя — тоже врач, она работает в приёмном отделении больницы. Их браку уже несколько лет, но союз под угрозой распада из-за кажущегося безразличия Олега к чувствам жены и его пристрастия к алкоголю вследствие постоянного стресса. После семейного ужина, во время которого между Олегом и родителями Кати происходит очередной конфликт, Катя решается предложить мужу развод.
Помимо этого начинаются проблемы на службе. Если прежний начальник станции скорой помощи был демократичен и с пониманием относился к действиям персонала, то новый начальник начинает активно внедрять жёсткие нормативы работы бригад с пациентами ради повышения оперативности, не считаясь при этом с мнением подчинённых и не задумываясь о том, как они смогут это выполнить. Олег продолжает работать с пациентами «по-человечески», делая всё для сохранения жизни больного и рискуя потерять работу. Показателен случай, когда герой диагностировал инфаркт у тридцатилетней женщины, хотя не все коллеги были с ним согласны, и не оставил её, пока не устроил в больницу. В другой раз, спасая задыхающуюся от аллергии пациентку, бригада Олега опаздывает на следующий вызов, в результате чего умирает женщина с сердечной недостаточностью, но действия героя оправданы.
В то же время Олег пытается не допустить окончательного разрушения отношений с Катей. Супруги приглашают к себе друзей — медицинский персонал. Во время вечеринки Катя просит всех послушать популярную песню (песню рок-группы «Валентин Стрыкало» «Наше лето»), это становится её признанием в любви Олегу. После ухода гостей супруги снова чувствуют страсть друг к другу. Олег говорит о том, что у них мог бы родиться ребёнок. Катя признаётся, что предохраняется, после этого мужчина также выражает намерение расстаться.
Олег в очередной раз проявляет инициативу во время вызова. Реанимированная им с помощью надреза на груди девочка, пострадавшая от удара электрическим током, находится на грани жизни и смерти. Несмотря на распоряжение начальника, врач не уходит домой, оставаясь в больнице и разговаривая с матерью ребёнка. Между бюрократически настроенным начальником станции скорой помощи и Олегом происходит потасовка. После всех этих событий главный герой переживает нервный срыв. Видя вернувшегося домой Олега плачущим и понимая, что основная причина его срыва — их расставание, Катя решает остаться с мужем.
В финальном эпизоде на смену осени приходит снежная зима. Машина скорой помощи объезжает пробку, звучит любимая Катей песня.

## В ролях
| Актёр                | Роль                                                               |
| -------------------- | ------------------------------------------------------------------ |
| Александр Яценко     | врач скорой помощи Олег                                            |
| Ирина Горбачёва      | жена Олега, врач приёмного отделения Катя                          |
| Николай Шрайбер      | фельдшер Дима Якушкин                                              |
| Максим Лагашкин      | новый начальник подстанции скорой помощи Виталий Сергеевич Головко |
| Людмила Моторная     |                                                                    |
| Сергей Наседкин      | водитель Николаич                                                  |
| Александр Самойленко | отец Кати Михаил Сергеевич                                         |
| Альбина Тиханова     | пациентка Валентина Николаевна Семенчук                            |
| Валентина Мазунина   | девушка с инфарктом                                                |
| Владимир Капустин    | начальник подстанции скорой помощи                                 |
| Евгений Сытый        | сын скончавшейся женщины                                           |
| Надежда Маркина      | врач Татьяна Михайловна                                            |
| Анна Котова          | медсестра Лена                                                     |
| Екатерина Стулова    |                                                                    |
| Константин Желдин    | муж пациентки                                                      |
| Евгений Муравич      | врач скорой помощи                                                 |
| Сергей Удовик        | врач Иван                                                          |
| Елена Дробышева      | мать Кати                                                          |

## Съёмочная группа
- Сценарий: Наталия Мещанинова, Борис Хлебников
- Режиссёр: Борис Хлебников
- Продюсеры: Рубен Дишдишян, Сергей Сельянов
- Оператор-постановщик: Алишер Хамидходжаев

## Отзывы
Кинокритик Юлия Шагельман («Коммерсантъ») отмечает точность выбранной интонации в филигранном соединении Хлебниковым производственной драмы, семейной истории и социальной картины жизни небольшого города. «В „Аритмии“ нет положительных и отрицательных героев, есть обычные люди, причем все они — от главных героев до галереи пациентов скорой — совсем не идеальные, но совершенно понятные зрителю, убеждающие, настоящие».
Киновед Ирина Павлова в отзыве о фильме в газете «Санкт-Петербургские ведомости» называет «Аритмию» фильмом, полным подлинной жизни, где всё не по правилам «искусства», «где есть место смерти и боли, но есть место и неумелому, невысказанному, но прекрасному чувству. Где рифмуются почти неприличные „любовь“ и „кровь“. Где из-за каждого угла не торчит светлый образ автора с перстом указующим, зато довольно часто возникает зеркало. Не кривое, не искажающее. Просто показывающее тебе твоё собственное, человеческое, залитое слезами лицо».
По мнению критика, «фильм со своим сбивчивым ритмом, своими нескладными героями, с такой невыносимой похожестью экранной жизни на твою собственную, делает то, чего очень давно уже не делало современное русское кино, — пронзает обыденностью».
Отмечается редкая актёрская игра — «взглядами, паузами, молчанием» — не только Александра Яценко, но всех без исключения персонажей второго плана: фельдшера и водителя (Николай Шрайбер и Сергей Наседкин), начальника станции (Максим Лагашкин). Ирина Горбачёва названа «блистательным открытием фильма».
В рецензии Керима Волковыского и Марины Охримовской изданию «Клуб Крылья» в Цюрихе отмечается: «… в „Аритмии“ решение любовного (a вообще-то жизненного) конфликта даётся не прямо, а опосредствованно. Мы наблюдаем за главным героем в ряде сцен с „неотложкой“. В блестяще сыгранных и снятых эпизодах предстаёт характер и человеческая судьба. А сами эпизоды можно рассматривать, как эмоционально напряжённые целостные мини-фильмы, что, правда, иногда чуть-чуть мешает восприятию главного фильма как целого. То есть замечательная кинолента „Аритмия“ с перебоями склеивается из ряда блестящих независимых эпизодов. Может, это тоже режиссёрский ход?»
Журналистка Мария Евсина написала о фильме: «„Аритмия“ — это картина современной жизни без пафосной вычурности, без эпатажа, без подыгрывания вкусам общества и моде, но зато с правдивой, трогательной, цепляющей за душу историей».
По итогам года читатели сайта «Афиша» выбрали «Аритмию» лучшим российским фильмом 2017 года. Газета «Комсомольская правда» включила фильм в свой топ-10 лучших российских фильмов десятилетия 2010-х.
Блогер Дмитрий «Goblin» Пучков раскритиковал фильм «Аритмия», заявив, что «это кино ни о чём», где главный герой отличился в основном лишь тем, что на протяжении всего фильма употреблял алкоголь в ненормальных объёмах.

## Награды и номинации
- 2017 — XXVIII Открытый российский кинофестиваль «Кинотавр»[3][4]:
  - Гран-при фестиваля
  - приз за лучшую мужскую роль (Александр Яценко)
  - приз зрительских симпатий
- 2017 — 52-й Международный кинофестиваль в Карловых Варах[14]:
  - приз за лучшую мужскую роль (Александр Яценко)
- 2017 — 2-й Уральский открытый фестиваль российского кино[15]:
  - Гран-при фестиваля
  - приз за лучшую мужскую роль (Александр Яценко)
  - приз за лучшую женскую роль (Ирина Горбачёва)
  - приз «Белый слон» гильдии киноведов и кинокритиков России «за тонкое ощущение ритмов современной жизни»
- 2017 — 53-й Международный кинофестиваль в Чикаго — приз за лучшую мужскую роль (Александр Яценко)[16]
- 2017 — 25-й фестиваль русского кино в Онфлёре[17]:
  - Гран-при фестиваля
  - приз за лучшую мужскую роль (Александр Яценко)
  - приз публики
- 2017 — премия «Белый слон» Гильдии киноведов и кинокритиков России[18]:
  - Лучший фильм
  - Лучшая режиссёрская работа (Борис Хлебников)
  - Лучший сценарий (Наталия Мещанинова, Борис Хлебников)
  - Лучшая мужская роль (Александр Яценко)
  - Лучшая женская роль (Ирина Горбачёва)
- 2017 — премия Киноакадемии Азиатско-Тихоокеанского региона (Asia Pacific Screen Awards) — Гран при жюри (Александр Яценко)[19]
- 2018 — премия «Ника»
  - Лучший игровой фильм
  - Лучшая режиссёрская работа (Борис Хлебников)
  - Лучший сценарий (Наталия Мещанинова, Борис Хлебников)
  - Лучшая мужская роль (Александр Яценко)
  - Лучшая женская роль (Ирина Горбачёва)
  - Номинация на премию за лучшую мужскую роль второго плана (Максим Лагашкин)
  - номинация на премию за лучшую операторскую работу (Алишер Хамидходжаев)
- 2018 — премия «Золотой орёл»[20]:
  - Премия за лучшую женскую роль (Ирина Горбачёва)
  - Номинации на премии: за лучший игровой фильм, за лучшую режиссёрскую работу, за лучший сценарий, за лучшую мужскую роль к кино, за лучшую операторскую работу, за лучший монтаж фильма.